# Троїцьке (Бобришевська сільрада)
Троїцьке  (рос. Троицкое) — село в Пристенському районі Курської області Російської Федерації.
Населення становить 160 осіб. Входить до складу муніципального утворення Бобришевська сільрада.

## Історія
Населений пункт розташований на території українського етнічного та культурного краю Східна Слобожанщина.
Від 2004 року входить до складу муніципального утворення Бобришевська сільрада.

## Населення
| 2002 | 2010 |
| ---- | ---- |
| 245  | ↘160 |